# Премія Панофскі
Пре́мія Пано́фскі з експеримента́льної фізики елемента́рних части́нок (англ. Panofsky Prize in Experimental Particle Physics) — щорічна наукова нагорода від Американського фізичного товариства. Вона призначена для відзначення та заохочення видатних досягнень в експериментальній фізиці елементарних частинок і відкрита для науковців усіх націй. Її було засновано у 1985 році друзями Вольфанга Панофскі (1919—2007) і Відділенням елементарних частинок і полів Американського фізичного товариства.
Панофскі працював професором фізики Стенфордського університету і був першим директором Стенфордського центру лінійних прискорювачів. Станом на 2024 рік розмір винагороди становив 10 000 доларів США.
Лауреати премії Панофскі, що згодом були удостоєні Нобелівської премії з фізики: Кадзіта Такаакі, Раймонд Девіс, Фредерік Райнес, Генрі Кендалл, Річард Тейлор, Джером Фрідман.

## Лауреати
Імена, відзначені заслуги та короткі біографії лауреатів премії Панофскі публікуються Американським фізичним товариством.
- 2024: Девід Таннер[en] і Леслі Розенберг (англ. Leslie J. Rosenberg)
- 2023: Лі Робертс (англ. B. Lee Roberts), Вільям Морзе (англ. William M. Morse)
- 2022: Byron G. Lundberg, Kimio Niwa, Regina Abby Rameika, Vittorio Paolone
- 2021: Edward Kearns, Генрі Собел[de]
- 2020: Веслі Сміт[en][2]
- 2019: Шелдон Стоун[en][3]
- 2018: Лоренц Сулак[en][4]
- 2017: Теджиндер Вірді[en], Мішель Делла Негра[en], Петер Єнні[en][5]
- 2016: Девід Джордж Гітлін[en], Фумігіко Такасакі[en], Джонатан Дорфан[en][6], Стівен Ольсен(інші мови)
- 2015: Стенлі Войціцкі[en][7]
- 2014: Кам-Бю Лук[en], Wang Yifang[en][8]
- 2013: Блас Кабрера Наварро[en], Бернар Садуле[en]
- 2012: Вільям Етвуд[de]
- 2011: Даг Брайман(інші мови), Лоренс Літтенберг(інші мови), Стюарт Сміт(інші мови)[9]
- 2010: Юджин Баєр[en]
- 2009: Альдо Мензіоне[de], Лучано Рісторі[de]
- 2008: Джордж Кессіді (англ. George Cassiday), П'єр Сокольскі[en]
- 2007: Брюс Вінштайн[en][10], Гайнріх Валь[de], Snfkj Vfyytkks[de]
- 2006: Джон Ярос(інші мови), Найджел Лок'єр[en], Вільям Форд(інші мови)
- 2005: П'єрмарія Оддоне[en]
- 2004: Арі Бодек[en]
- 2003: Вільям Вілліс[en]
- 2002: Косіба Масатосі, Кадзіта Такаакі, Йодзі Тоцука[en]
- 2001: Пол Гранніс[en]
- 2000: Мартін Брейденбах[en]
- 1999: Едвард Торндайк[de]
- 1998: Девід Найгрен[en]
- 1997: Геннінг Шредер[de], Юрій Зайцев[de]
- 1996: Ґейл Гансон[en], Рой Швіттерс[en]
- 1995: Френк Скіуллі[en][11]
- 1994: Томас Девлін[de], Лі Пондром[de]
- 1993: Роберт Браян Палмер[de], Ніколас Саміос[en][12], Ральф Шатт[de]
- 1992: Раймонд Девіс (молодший) і Фредерік Райнес
- 1991: Герсон Ґольдгабер[en][13] і Франсуа П'єр(інші мови)
- 1990: Майкл Стюарт Вітерелл[en]
- 1989: Генрі Кендалл, Річард Тейлор, Джером Фрідман
- 1988: Чарлз Прескотт[en]